# 지뉴 가누
지뉴 가누(포르투갈어: Zinho Gano, 1993년 10월 13일 ~ )는 SV 쥘터 바레험에서 뛰는 기니비사우의 축구 선수이다. 벨기에 태생인 그는 기니비사우 국가대표팀에서 뛰고 있다.

## 어린 시절
가누는 벨기에 신트카텔린바베르에서 기니비사우 출신 아버지와 벨기에 플란데런 출신 어머니 사이에서 태어났다.

## 구단 경력
가누는 브뤼허의 유소년 선수이다. 2013-14 시즌 동안, 그는 벨기에 2부 리그 팀인 로멀 SK에서 브뤼허로부터 임대를 받아 리그 22경기 중 6골을 넣었다. 그 후 그는 벨기에 프로 리그의 무스크롱에서 임대로 뛰었다. 그는 2014년 7월 27일 안데를레흐트와의 경기에서 1부 리그 데뷔 전을 치렀다. 2018년 7월 2일 그는 162만 파운드의 가치로 동료 프로 리그 팀인 오스텐더의 헹크에 합류했다.
2019년 9월 2일, 그는 앤트워프에 1시즌동안 임대되어 이적했다.

## 국가대표팀 경력
가누는 2022년 3월 23일, 3-0으로 이긴 적도 기니와의 친선 경기에서 선발 출전하며 기니비사우 국가대표팀 데뷔 전을 치렀다.
2023년 12월, 바시로 칸데가 선정한 기니비사우 선수 25명 중 2023년 아프리카 네이션스컵에 출전할 선수로 선정되었다.